# Assis Chateaubriand
Francisco de Assis Chateaubriand Bandeira de Melo (n. 4 octombrie 1892, Umbuzeiro, Paraíba — d. 4 aprilie 1968, São Paulo, São Paulo) a fost un avocat, ziarist, întreprinzător și om politic brazilian.
A deschis primul post de televiziune în țara sa, TV Tupi, la data de 18 septembrie 1950.
1. 1 2   http://www.fgv.br/cpdoc/acervo/dicionarios/verbete-biografico/francisco-de-assis-chateaubriand-bandeira-de-melo Lipsește sau este vid: |title= (ajutor)
2. ↑  Assis Chateaubriand, Autoritatea BnF
3. ↑  Assis Chateaubriand, Enciclopédia Itaú Cultural, accesat în 9 octombrie 2017
4. ↑   https://brasilescola.uol.com.br/biografia/francisco-de-assis-chateaubriand.htm Lipsește sau este vid: |title= (ajutor)